# Boku no Hero Academia (1 сезон)
Перший сезон аніме-серіалу Boku no Hero Academia був спродюсований Bones і MBS, режисером виступив Кенджі Нагасакі. Серіал є алаптацією оригінальної однойменної серії манги Кохея Хорікоші з початку 1- го до середини 3- го тому. Перший сезон складається з 13 епізодів, які розповідають про перші пригоди Ізуку Мідорії.
Показ тривав з 3 квітня по 26 червня 2016 року на MBS в Японії, був випущений на DVD і Blu-ray у п'яти збірках, кожна з яких містить від двох до трьох епізодів, від Toho в період з 29 червня по 12 жовтня. 2016. Funimation ліцензувала серіал для дубльованого англомовного випуску в Північній Америці та випустила епізоди на окремому DVD та Blu-Ray компіляції 18 квітня 2017 року. Зрештою, їхня адаптація проходила з 5 травня по 4 серпня 2018 року на Adult Swim як частину програмного блоку Toonami.

## Список епізодів
| № серії (загалом) | № серії (в сезоні) | Назва серії                                                                                                   | Розкадрував           | Режисер(и)            | Сценарист(и)  | Оригінальна дата показу |
| ----------------- | ------------------ | --- | --------------------- | --------------------- | ------------- | ----------------------- |
| 1                 | 1                  | «Мідорія Ізуку: Походження» Транслітерація: «Midoriya Izuku: Orijin» (яп. 緑谷出久：オリジン)                 | Канеї Нагасакі        | Такуро Цукада         | Йосуке Курода | 3 квітня 2016           |
| 2                 | 2                  | «Що потрібно, щоб стати героєм» Транслітерація: «Hīrō no Jōken» (яп. ヒーローの条件)                          | Канеї Нагасакі        | Дайсуке Цукуші        | Йосуке Курода | 10 квітня 2016          |
| 3                 | 3                  | «Ревучі м’язи» Транслітерація: «Unare kin'niku» (яп. うなれ筋肉)                                              | Кацумі Терахігаші     | Yoshifumi Sasahara    | Йосуке Курода | 17 квітня 2016          |
| 4                 | 4                  | «Старт» Транслітерація: «Sutaatorain» (яп. スタートライン)                                                    | Тору Йошіда           | Мійоші Масато         | Йосуке Курода | 24 квітня 2016          |
| 5                 | 5                  | «Що я можу зробити зараз» Транслітерація: «Ima Boku ni Dekiru Koto wo» (яп. 今 僕に出来ることを)              | Кацуюкі Кодера        | Сатоші Накагава       | Йосуке Курода | 1 травня 2016           |
| 6                 | 6                  | «Ти проклятий, ботанік» Транслітерація: «Takere Kusonādo» (яп. 猛れクソナード)                                | Ко Мацуо              | Такуро Цукада         | Йосуке Курода | 8 травня 2016           |
| 7                 | 7                  | «Деку vs. Качан» Транслітерація: «Deku bāsasu Kacchan» (яп. デクvsかっちゃん)                                 | Такаюкі Танака        | Гейсей Моріта         | Йосуке Курода | 15 травня 2016          |
| 8                 | 8                  | «Початок Бакуго» Транслітерація: «Sutāto Rain, Bakugō no.» (яп. スタートライン、爆豪の。)                     | Сатомі Накамура       | Шобун Сасахара        | Йосуке Курода | 22 травня 2016          |
| 9                 | 9                  | «Так, просто зроби все можливе, Іда!» Транслітерація: «Ii zo Ganbare Īda-kun!» (яп. いいぞガンバレ飯田くん！) | Кацуюкі Кодера        | Машаші Абе            | Йосуке Курода | 29 травня 2016          |
| 10                | 10                 | «Зустріч з Невідомим» Транслітерація: «Michi to no Sōgū» (яп. 未知との遭遇)                                   | Шінджі Ішіхіра        | Такуро Цукада         | Йосуке Курода | 5 червня 2016           |
| 11                | 11                 | «Кінець гри» Транслітерація: «Gēmu Ōbā» (яп. ゲームオーバー)                                                  | Такахіро Наторі       | Такахіро Наторі       | Йосуке Курода | 12 червня 2016          |
| 12                | 12                 | «Всемогутній» Транслітерація: «Ōrumaito» (яп. オールマイト)                                                   | Тору Йошіда, Хакую Го | Тору Йошіда, Хакую Го | Йосуке Курода | 19 червня 2016          |
| 13                | 13                 | «У кожному нашому серці» Транслітерація: «Onoono no Mune ni» (яп. 各々の胸に)                                 | Кацуюкі Кодера        | Томо Окубо            | Йосуке Курода | 26 червня 2016          |

## Сприйняття
Це рейтинг першого сезону My Hero Academia, який транслювався на Toonami в США.Шаблон:Television episode ratings